# 백범김구기념관
백범김구기념관(白凡金九記念館)은 대한민국의 독립운동가인 백범 김구(1876년 ~ 1949년)를 기념하기 위해서 대한민국 서울특별시 용산구 효창동 255번지(임정로 26)에 건립된 박물관이다. 2002년 10월 22일에 기념관을 개관하였으며, 2008년 12월에 백범기념관에서 백범김구기념관으로 명칭을 변경하였다.

## 건립 연혁
1949년 8월 6일에 백범 김구의 유지를 계승 발전시키기 위해서 백범김구선생기념사업회가 설립되었다. 1996년 1월 30일에 백범김구선생시해진상규명위원회에서 기념관 건립을 제안하였고, 1998년 12월 3일에 김대중 대통령이 기념관 건립 지원을 약속한다. 1998년 4월 30일에 (사)백범기념관건립위원회가 발족하여서, 1999년 8월 3일부터 백범기념관 건립기금 모금 운동을 전개하였다. 2000년 6월 26일에 기공식을 가졌고, 2002년 10월 22일에 개관하였다. 2008년 12월에 백범기념관에서 백범김구기념관으로 명칭을 변경하였다.

## 시설 및 전시물
백범김구기념관의 전시관은 1층과 2층으로 나누어 김구의 어린시절부터 서거까지의 행적을 따라 관련 유물을 배치하였다. 전시관 1층의 중앙홀에는 김구의 좌상이 놓여있다.

### 등록문화재
| 번호  | 등록명                    | 등록일          |
| ----- | ------------------------- | --------------- |
| 439호 | 백범 김구 혈의(血衣) 일괄 | 2009년 6월 26일 |
| 440호 | 백범 김구 인장            | 2009년 6월 26일 |
| 441호 | 백범 김구 회중시계        | 2009년 6월 26일 |
| 442호 | 백범 김구 유묵            | 2009년 6월 26일 |

## 관람 정보
- 관람 시간
  - 3월 ~ 10월 : 10:00 ~ 18:00 (입장마감 : 17:00)
  - 11월 ~ 2월 : 10:00 ~ 17:00 (입장마감 : 16:00)
  - 휴관 : 매주 월요일, 1월 1일, 설날, 추석, 기타 관장이 정하는 날.

- 관람료 : 무료

## 같이 보기
- 효창공원
- 효창원
- 김구